# Acrapex apicestriata
Acrapex apicestriata är en fjärilsart som beskrevs av Bethune-Baker 1911. Acrapex apicestriata ingår i släktet Acrapex och familjen nattflyn. Inga underarter finns listade i Catalogue of Life.